# Carmelo Carrara
Carmelo Carrara (Palermo, 2 giugno 1950) è un politico e magistrato italiano.

## Biografia
Magistrato, alla fine degli anni '80 è sostituto procuratore al tribunale di Palermo. 
Negli anni '90 è nominato dal Csm procuratore della Repubblica a Sciacca.
Eletto alle politiche del 1996 deputato alla Camera nel Polo della libertà nel collegio Palermo-Capaci, in quota CDU. Nel 1998 aderisce al UDR, per poi passare nello stesso anno al CCD. Diviene segretario della commissione giustizia della Camera e presidente del Comitato per la legislazione. Resta deputato fino al 2001. 
Nel 1997 è eletto sindaco di Terrasini (carica che mantiene fino al 2002). Nel 2001 aderisce a Democrazia Europea e poi nel 2002 all'UDC.
Tornato in magistratura, diviene sostituto procuratore generale presso la Corte d'appello del tribunale di Palermo.
La moglie Ester Bonafede nel novembre 2012 è nominata assessore regionale alla Famiglia e al lavoro nella giunta di Rosario Crocetta.